# Georg Steinmetz
Georg Steinmetz (* 28. September 1882 in Kassel; † 4. April 1936 in Berlin) war ein deutscher Architekt.

## Leben und Wirken
Nach dem Architekturstudium an der Berliner Kunstakademie, wo er Meisterschüler bei Franz Schwechten war, und an der Technischen Hochschule Charlottenburg arbeitete er zunächst fünf Jahre als Architekt im preußischen Ministerium der öffentlichen Arbeiten in Berlin. 1908 wurde Steinmetz Mitarbeiter im Architekturbüro von Helmuth Grisebach in Berlin. Seit spätestens 1912 war er Mitinhaber des gemeinsamen Büros Grisebach und Steinmetz. Nach 1918 wirkte er als selbständiger Architekt in Berlin, wo er in Charlottenburg ein Architekturbüro unterhielt. Von 1925 bis 1936 war er Mitglied der preußischen Akademie der Künste und der preußischen Akademie des Bauwesens. 1925 verlieh ihm die Technische Hochschule Stuttgart die Ehrendoktorwürde (Dr.-Ing. E. h.). Weiterhin war er der Erfinder der Plan-Spiral-Zeichnungs-Registratur (mit 38 Patenten). In seinen Schriften vertrat er den Gedanken des gediegenen Handwerks als einer Grundlage der Architektur. 1928 war Steinmetz mit Heinrich Tessenow, Paul Bonatz, German Bestelmeyer u. a. Preisrichter des beschränkten Wettbewerbs Neue Universität (Heidelberg). 1924 war Rudolf Schwarz für wenige Woche sein Mitarbeiter.
Seit 1908 war er mit Martha geb. Schydlow († 1934) verheiratet. Seine letzte Ruhestätte fand er auf dem Südwestkirchhof Stahnsdorf.

## Werk
Bauten und Entwürfe

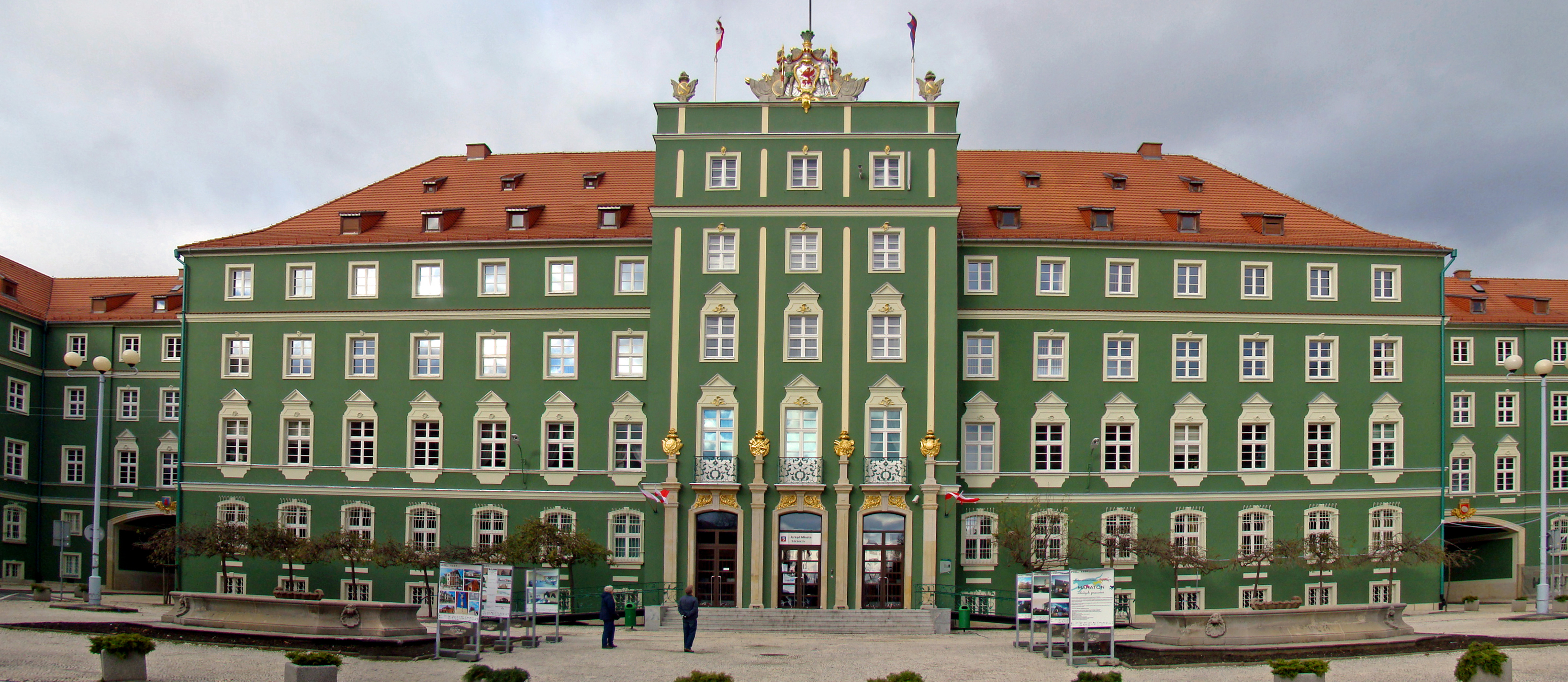
Neues Landeshaus des Provinzialverbands Pommern in Stettin

Zu seinen Bauten zählen die Neue Landwirtschaftskammer, das Neue Landeshaus (1924–1927) und das Wehrkreiskommando (1934) in Stettin, das Landratsamt in Labes (Pommern), das Siechenhaus in Putbus, die Herrenhäuser in Semper und Lietzow auf Rügen, der Quellenhof in Bad Warmbrunn (Riesengebirge), das Schloss Schwerin (Berlin-Westend). 1928 war er an der Errichtung der Siedlung am Fischtalgrund in Berlin-Zehlendorf (für die GAGFAH) und 1934 unter Werner March an der Gestaltung des Olympischen Dorfes von 1936 in Dallgow-Döberitz beteiligt. Schließlich wurde 1935/1936 nach seinen und Hans Hertleins Plänen in Jena das neue Verwaltungshochhaus (Bau 36) der Carl Zeiss AG erbaut.
Schriften
- Grundlagen für das Bauen in Stadt und Land, mit besonderer Rücksicht auf den Wiederaufbau in Ostpreußen. 3 Bände, München 1917–1928.
- (gemeinsam mit Werner Lindner): Die Ingenieurbauten in ihrer guten Gestaltung. Berlin 1923.